# Кубок Польської футбольної ліги 2001—2002
Кубок Польської Ліги 2001—2002 — 6-й розіграш Кубка Екстракляси. У змаганні брали участь 36 команд. Титул вперше здобула Легія (Варшава).

## Календар
| Раунд        | Дата                            | Матчі | Клуби   |
| ------------ | ------------------------------- | ----- | ------- |
| Перший раунд | 14/18 липня 2001                | 4     | 36 → 34 |
| Другий раунд | 25 липня/1 серпня 2001          | 18    | 34 → 25 |
| Третій раунд | 7-8/21-22 серпня 2001           | 18    | 25 → 16 |
| 1/8 фіналу   | 29-30 серпня/2-3 жовтня 2001    | 16    | 16 → 8  |
| 1/4 фіналу   | 26-27 березня/16-17 квітня 2002 | 8     | 8 → 4   |
| 1/2 фіналу   | 14-15/18-19 травня 2002         | 4     | 4 → 2   |
| Фінал        | 22/26 травня 2002               | 2     | 2 → 1   |

## Перший раунд
| Команда 1           | Заг.    | Команда 2                | 1-й матч | 2-й матч |
| ------------------- | ------- | ------------------------ | -------- | -------- |
| 14/18 липня 2001    |         |                          |          |          |
| Гутник (Краків) (2) | 5:1     | Щаковянка (Явожно) (2)   | 2:0      | 3:1      |
| Арка (Гдиня) (2)    | 1:1 (ч) | Ягеллонія (Білосток) (2) | 1:1      | 0:0      |

## Другий раунд
| Команда 1                         | Заг.    | Команда 2                | 1-й матч | 2-й матч |
| --------------------------------- | ------- | ------------------------ | -------- | -------- |
| 25 липня/1 серпня 2001            |         |                          |          |          |
| Орлен (Плоцьк) (2)                | 9:1     | Цераміка (Опочно) (2)    | 6:1      | 3:0      |
| Рух (Радзьонкув) (2)              | 2:2 (ч) | ГКС (Белхатув) (2)       | 2:1      | 0:1      |
| ЛКС (Лодзь) (2)                   | 1:5     | Влюкняж (2)              | 1:1      | 0:4      |
| Гурник (Ленчна) (2)               | 2:2 (ч) | Тлокі (Ґожице) (2)       | 1:0      | 1:2      |
| Гурник (Польковіце) (2)           | 1:2     | Гетьман (Замостя) (2)    | 1:1      | 0:1      |
| Ягеллонія (Білосток) (2)          | 2:4     | Лех (Познань) (2)        | 0:3      | 2:1      |
| Полар (Вроцлав) (2)               | 4:2     | Заглембє (Сосновець) (2) | 3:0      | 1:2      |
| Одра (Ополе) (2)                  | 0:1     | Гутник (Краків) (2)      | 0:1      | 0:0      |
| Світ (Новий-Двір-Мазовецький) (2) | 1:4     | КС Мишкув (2)            | 1:2      | 0:2      |

## Третій раунд
| Команда 1                   | Заг.    | Команда 2                              | 1-й матч | 2-й матч |
| --------------------------- | ------- | -------------------------------------- | -------- | -------- |
| 7/22 серпня 2001            |         |                                        |          |          |
| Гутник (Краків) (2)         | 2:2 (ч) | Гурник (Ленчна) (2)                    | 1:0      | 1:2      |
| 8/21 серпня 2001            |         |                                        |          |          |
| Шльонськ (Вроцлав)          | 4:4 (ч) | Лех (Познань) (2)                      | 4:3      | 0:1      |
| 8/22 серпня 2001            |         |                                        |          |          |
| КС Мишкув (2)               | 2:6     | КСЗО (Островець-Свентокшиський)        | 2:4      | 0:2      |
| Одра (Водзіслав-Шльонський) | 5:1     | Відзев (Лодзь)                         | 4:1      | 1:0      |
| Влюкняж (2)                 | 0:1     | Гетьман (Замостя) (2)                  | 0:1      | 0:0      |
| Полар (Вроцлав) (2)         | 4:5     | РКС (Радомсько)                        | 2:1      | 2:4      |
| ГКС (Белхатув) (2)          | 1:2     | Гурник (Забже)                         | 0:1      | 1:1      |
| Орлен (Плоцьк) (2)          | 0:2     | ГКС (Катовіце)                         | 0:1      | 0:1      |
| Стоміл (Ольштин)            | 1:3     | Дискоболія (Гродзиськ-Великопольський) | 1:1      | 0:2      |

## 1/8 фіналу
| Команда 1                              | Заг.         | Команда 2                   | 1-й матч | 2-й матч |
| -------------------------------------- | ------------ | --------------------------- | -------- | -------- |
| 29 серпня/2 жовтня 2001                |              |                             |          |          |
| Гутник (Краків) (2)                    | 1:2          | Погонь (Щецин)              | 1:1      | 0:1      |
| Рух (Хожув)                            | 0:3          | РКС (Радомсько)             | 0:0      | 0:3      |
| Заглембє (Любін)                       | 4:1          | Гетьман (Замостя) (2)       | 2:0      | 2:1      |
| Аміка (Вронкі)                         | 5:6          | Лех (Познань) (2)           | 3:3      | 2:3      |
| 29 серпня/3 жовтня 2001                |              |                             |          |          |
| КСЗО (Островець-Свентокшиський)        | 2:7          | Вісла (Краків)              | 2:3      | 0:4      |
| Легія (Варшава)                        | 2:2 пен. 5:3 | Гурник (Забже)              | 1:1      | 1:1      |
| Дискоболія (Гродзиськ-Великопольський) | 0:2          | ГКС (Катовіце)              | 0:1      | 0:1      |
| 30 серпня/2 жовтня 2001                |              |                             |          |          |
| Полонія (Варшава)                      | 2:3          | Одра (Водзіслав-Шльонський) | 2:2      | 0:1      |

## 1/4 фіналу
| Команда 1                   | Заг. | Команда 2         | 1-й матч | 2-й матч |
| --------------------------- | ---- | ----------------- | -------- | -------- |
| 26 березня/16 квітня 2002   |      |                   |          |          |
| Вісла (Краків)              | 4:1  | Заглембє (Любін)  | 2:1      | 2:0      |
| ГКС (Катовіце)              | 4:1  | Лех (Познань) (2) | 1:0      | 3:1      |
| 27 березня/16 квітня 2002   |      |                   |          |          |
| Одра (Водзіслав-Шльонський) | 2:3  | Легія (Варшава)   | 1:0      | 1:3      |
| 27 березня/17 квітня 2002   |      |                   |          |          |
| РКС (Радомсько)             | 4:1  | Погонь (Щецин)    | 1:0      | 3:1      |

## 1/2 фіналу
| Команда 1         | Заг. | Команда 2       | 1-й матч | 2-й матч |
| ----------------- | ---- | --------------- | -------- | -------- |
| 14/18 травня 2002 |      |                 |          |          |
| ГКС (Катовіце)    | 2:8  | Вісла (Краків)  | 2:5      | 0:3      |
| 15/19 травня 2002 |      |                 |          |          |
| РКС (Радомсько)   | 0:3  | Легія (Варшава) | 0:1      | 0:2      |

## Фінал
| Команда 1         | Заг. | Команда 2      | 1-й матч | 2-й матч |
| ----------------- | ---- | -------------- | -------- | -------- |
| 22/26 травня 2002 |      |                |          |          |
| Легія (Варшава)   | 4:2  | Вісла (Краків) | 3:0      | 1:2      |

### Перший матч
| 22 травня 2002 |

| Легія (Варшава)                                | 3:0      | Вісла (Краків) |
| ---------------------------------------------- | -------- | -------------- |
| Соколовський 17' Врублевський 67' Світлиця 82' | Протокол |                |

| Стадіон Війська Польського, Варшава Глядачів: 8 000 Арбітр: Пйотр Сьвенс |

### Повторний матч
| 26 травня 2002 |

| Вісла (Краків)                  | 2:1      | Легія (Варшава) |
| ------------------------------- | -------- | --------------- |
| Франковський 31' Косовський 52' | Протокол | Яхая 76'        |

| Міський стадіон, Краків Глядачів: 7 000 Арбітр: Ришард Вуйцик |